# Eupompha vizcaina
Eupompha vizcaina är en skalbaggsart som beskrevs av Pinto 1983. Eupompha vizcaina ingår i släktet Eupompha och familjen oljebaggar. Inga underarter finns listade i Catalogue of Life.